# EC Poções
Esporte Clube Poções – brazylijski klub piłkarski z siedzibą w mieście Poções leżącym w stanie Bahia.

## Osiągnięcia
- Wicemistrz stanu Bahia (Campeonato Baiano): 1999
- Mistrz drugiej ligi stanu Bahia (Campeonato Baiano da Segunda Divisão): 1993
- Półfinał Copa do Nordeste: 2000

## Historia
Klub założony został 8 stycznia 1985 roku. Klub rozgrywa sowje mecze domowe na stadionie Estádio Heraldo Curvelo.